# Lexus LFA
De Lexus LFA is een tweezitssportauto die van 2010 tot eind 2012 geproduceerd werd. De ontwikkeling van de LFA begon in het jaar 2000 niet als officieel traject voor een nieuw model van Lexus, maar als project om kennis te verzamelen.
De eerste versie van de LF-A-conceptauto debuteerde in 2005, gevolgd door een tweede versie LF-A in 2007. De derde versie van de LF-A – een roadstermodel – debuteerde in 2008. Het uiteindelijke productiemodel – officiële naam “LFA” – werd getoond op de Tokyo Motor Show in oktober 2009.
De productie van de LFA is eind 2010 gestart. Een circuit afgestelde variant werd gepland voor 2012.

## Specificaties

### Fabrikant
De officiële specificaties en prestatiegegevens voor de Lexus LFA zijn als volgt.
| Motortype      | 1LR-GUE 72° V10             | Motortechniek          | DOHC 4-kleppen/cilinder, Dual VVT-i      |
| Cilinderinhoud | 4.805 cm3                   | Max. toerental         | 9.000 (begrenzer @ 9.500 rpm)            |
| Transmissie    | 6-traps ASG                 | Minimale schakeltijden | 200 ms of 150 ms                         |
| Vermogen       | 560 pk (412 kW) @ 8.700 rpm | Koppel                 | 480 Nm @ 6000 rpm                        |
| Leeggewicht    | 1.480 kg                    | Gewichtsverdeling      | 49,8:50,2 (voor:achter)                  |
| Topsnelheid    | 325 km/h                    | 0–100 km/h             | 3,7 s (officieel, zonder launch control) |

### Prestaties
Geteste prestatiespecificaties voor de Lexus LFA van Car and Driver zijn als volgt:
| 0–100 km/h | 3,7 s  | 0–190 km/h          | 10,8 s |
| 0–160 km/h | 7,6 s  | 0–210 km/h          | 12,7 s |
| 0–180 km/h | 9,2 s  | 0–240 km/h          | 18,3 s |
| 400 m      | 11,7 s | Remweg (110 km/h-0) | 48 m   |

## Trivia
- Dit is de eerste V10 productie-auto uit Japan.
- Er zijn 500 exemplaren van de Lexus LFA geproduceerd.
- De Nürburgring editie is de snelste en duurste Lexus die ooit is geproduceerd.
- De Lexus LFA is door Top Gear presentator Jeremy Clarkson verkozen tot de auto met het meest opwindende geluid.

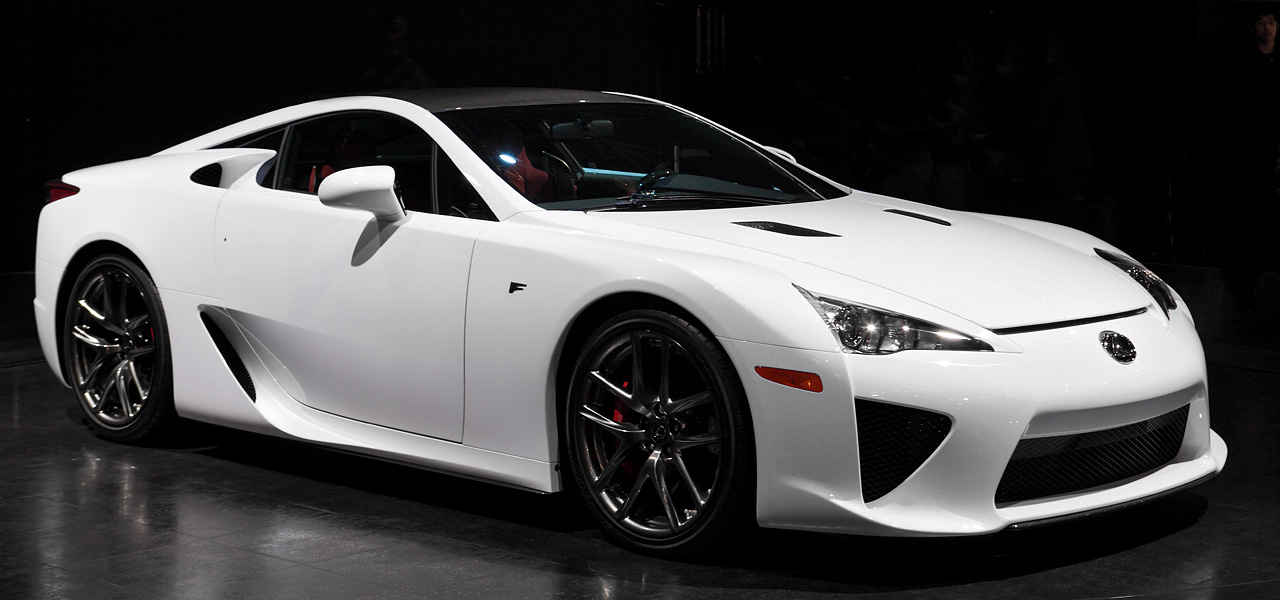
Lexus LFA voorkant
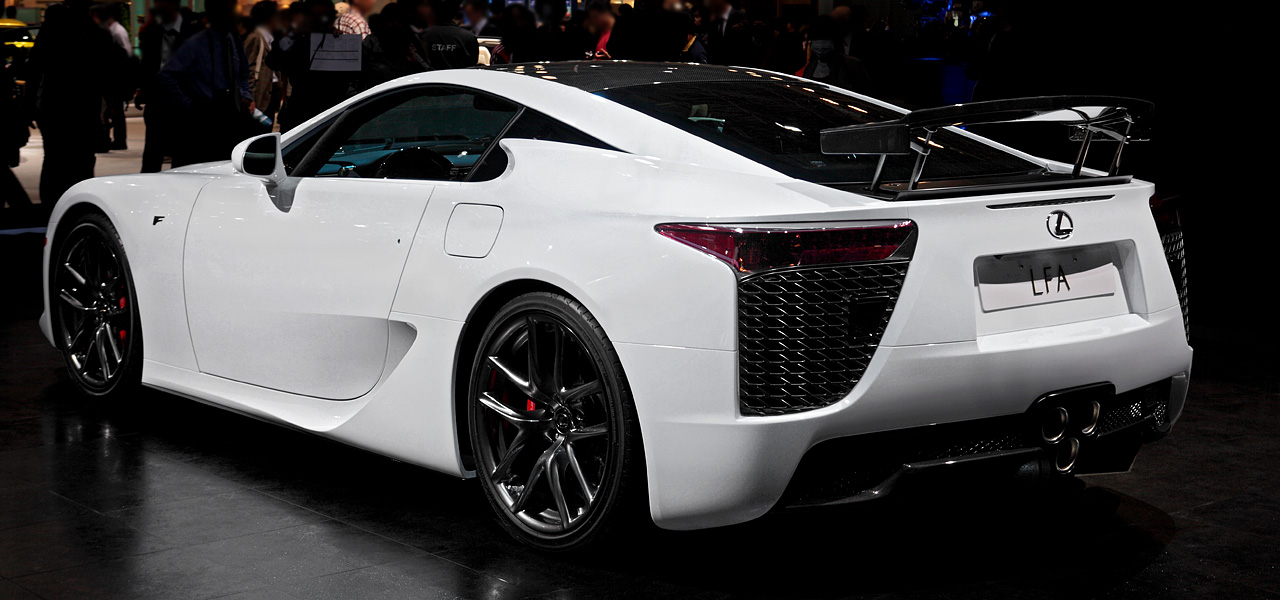
Lexus LFA achterkant
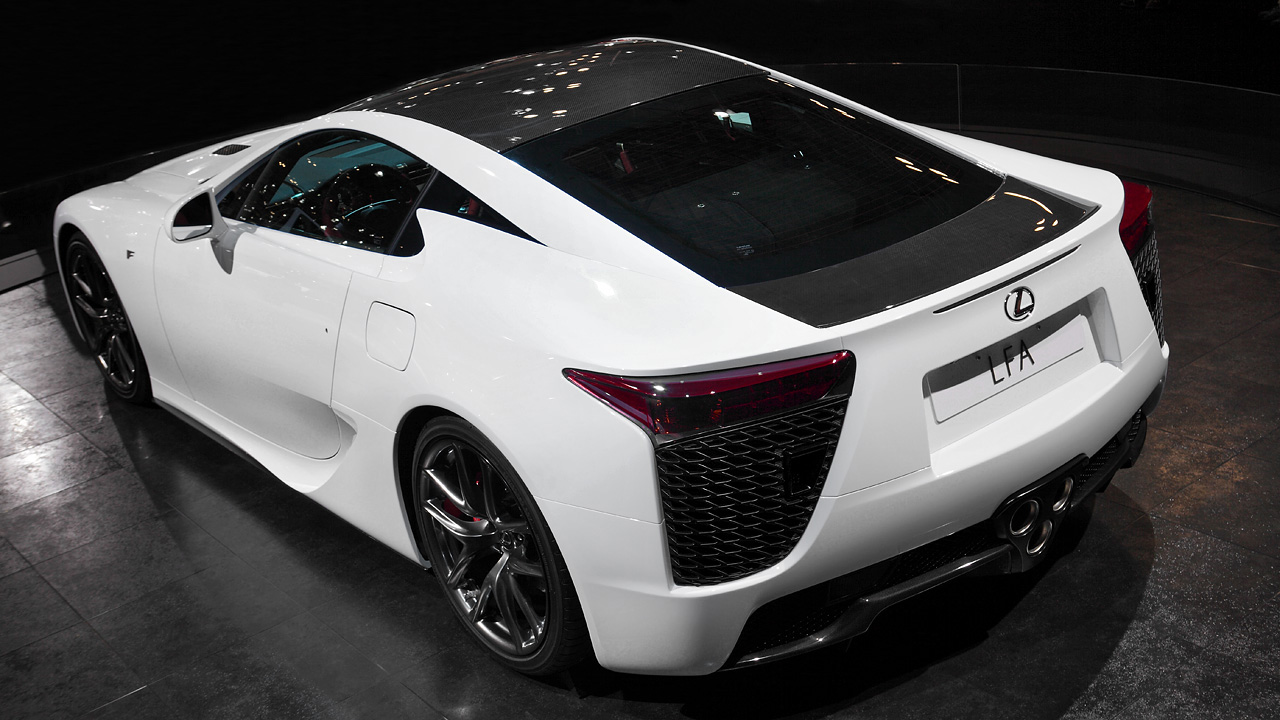
Lexus LFA boven
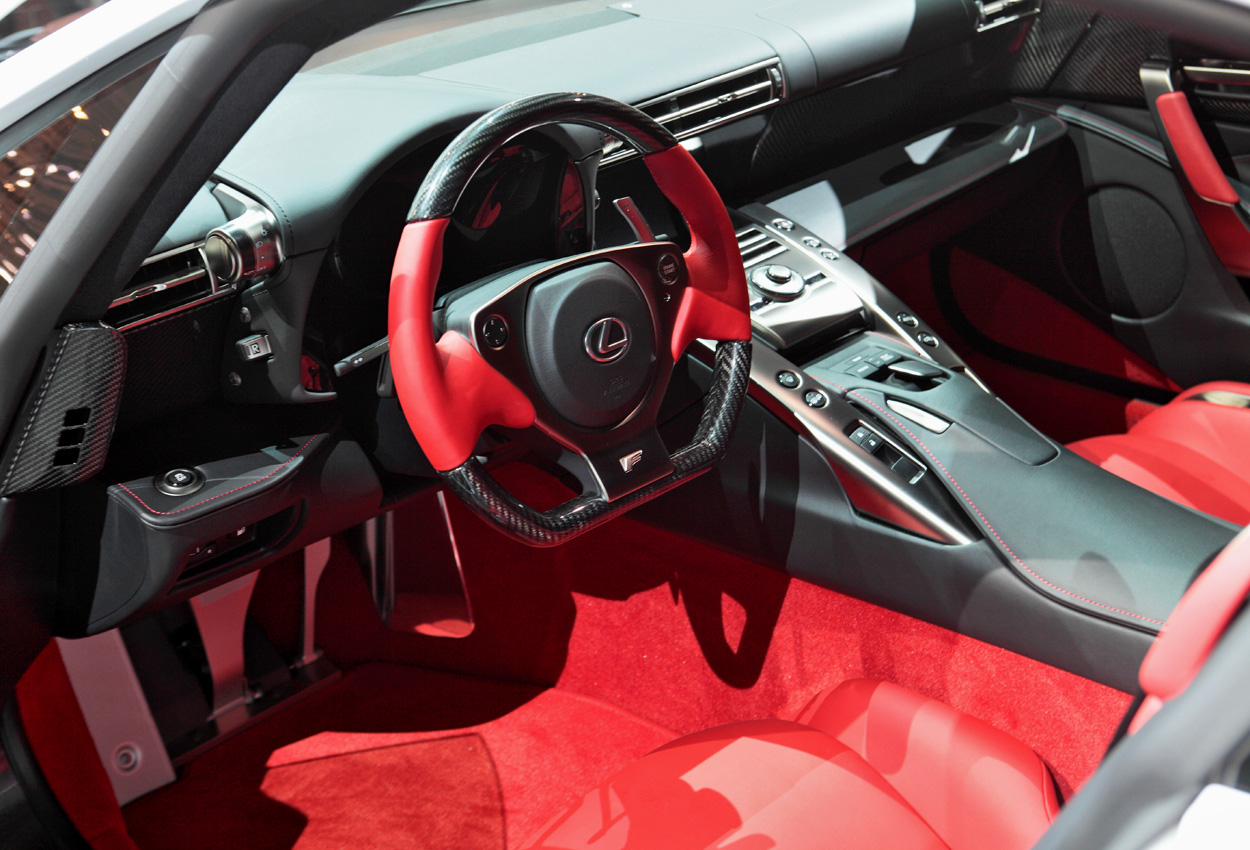
Lexus LFA interieur